# Coscinodon nudus
Coscinodon nudus là một loài Rêu trong họ Grimmiaceae. Loài này được (Dicks.) Brid. mô tả khoa học đầu tiên năm 1819.